# Plymouth (Utah)
Pour les articles homonymes, voir Plymouth.
Plymouth est une municipalité américaine située dans le comté de Box Elder en Utah.
Lors du recensement de 2010, sa population est de 414 habitants. La municipalité s'étend alors sur une superficie de 0,65 mille carré (1,68 km2).
La localité est fondée en 1869. Elle prend le nom de Settlement over the Ridge, de Squaretown puis de Plymouth, en référence à la Plymouth Rock.